# Grand Prix-wegrace van Tsjecho-Slowakije 1980
De Grand Prix-wegrace van Tsjecho-Slowakije 1980 was de negende race van het wereldkampioenschap wegrace-seizoen 1980. De races werden verreden op 17 augustus 1980 op de Masaryk-Ring nabij Brno. Tijdens deze Grand Prix werd de wereldtitel in de 125-klasse beslist.

## Algemeen
In Tsjecho-Slowakije was de titelstrijd in de 125- en de 350cc-klasse nog open en die twee klassen leverden dan ook spectaculaire races op. In de 125cc-klasse ging het tussen Minarelli en MBA. Minarelli stelde fabrieksmachines ter beschikking aan 500cc-rijder Maurizio Massimiani en Loris Reggiani, MBA gaf Guy Bertin een machine voor de 250cc-race om hem te motiveren in de 125cc-race de Minarelli's voor te blijven. De trainingen waren erg druk, omdat rijders die niet in aanmerking kwamen voor een startplaats tegen betaling (300 Zwitserse frank) mochten trainen. De meest succesvolle rijder was Toni Mang, die twee races won, maar ook luid werd toegejuicht door toeschouwers uit de DDR, zoals dat vroeger ook met Dieter Braun was gebeurd. Voor Mang's sponsor Mike Krauser was het ook een goed weekend, want de zijspanklasse werd gewonnen door Rolf Biland.

## 350 cc
In de trainingen voor de 350cc-klasse was Toni Mang op het 11 km lange circuit slechts 0,01 seconde sneller dan Jon Ekerold. Mang had zich pas echt geconcentreerd op deze klasse nadat hij zijn 250cc-titel had zekergesteld. In de race had Toni Mang meestal de leiding, op korte afstand gevolgd door Ekerold, die aan twee vierde plaatsen genoeg had om wereldkampioen te worden. In de negende ronde ging de machine van Ekerold op een cilinder lopen, waardoor Mang niets meer te vrezen had en met bijna een minuut voorsprong won, voor Jean-François Baldé en Jeffrey Sayle. Ekerold kwam als tiende over de finish, waardoor de strijd om de wereldtitel ineens helemaal open was. Mang was binnen één race langszij gekomen en beide coureurs gingen met 48 punten aan de leiding van het kampioenschap.

### Uitslag 350 cc
| Pos | Coureur             | Merk             | Tijd      | Grid | Punten |
| --- | ------------------- | ---------------- | --------- | ---- | ------ |
| 1   | Toni Mang           | Krauser-Kawasaki | 49'00"77  | 1    | 15     |
| 2   | Jean-François Baldé | Kawasaki         | 49'55"26  | 4    | 12     |
| 3   | Jeffrey Sayle       | Yamaha           | 50'07"91  | 19   | 10     |
| 4   | Jacques Cornu       | Yamaha           | 50'08"22  | 9    | 8      |
| 5   | Jacques Bolle       | Yamaha           | 50'16"29  | 8    | 6      |
| 6   | Tony Head           | Yamaha           | 50'43"23  | 10   | 5      |
| 7   | Loris Reggiani      | Bimota-Yamaha    | 50'51"04  | 29   | 4      |
| 8   | Massimo Matteoni    | Bimota-Yamaha    | 50'51"31  | 23   | 3      |
| 9   | Carlos Lavado       | Bimota-Yamaha    | 50'56"44  | 24   | 2      |
| 10  | Jon Ekerold         | Bimota-Yamaha    | 50'56"78  | 2    | 1      |
| 11  | Eric Saul           | Bimota-Yamaha    | 51'07"22  | 6    |        |
| 12  | Ernst Fagerer       | Yamaha           | 51'08"72  | 18   |        |
| 13  | Eero Hyvärinen      | Yamaha           | 51'13"19  | 20   |        |
| 14  | Graeme McGregor     | Yamaha           | 51'13"55  | 22   |        |
| 15  | Siegfried Minich    | Yamaha           | 51'18"49  | 11   |        |
| 16  | Roland Kopf         | Yamaha           | 51'47"33  | 30   |        |
| 17  | Yoshimasa Matsumoto | Yamaha           | 51'58"89  | 31   |        |
| 18  | René Delaby         | Yamaha           | 52'23"44  | 17   |        |
| 19  | Murray Sayle        | Yamaha           | 52'43"84  | 34   |        |
| 20  | Reino Eskelinen     | Yamaha           | 52'45"26  | 32   |        |
| 21  | Armand Gras         | Yamaha           | 52'50"27  | 40   |        |
| 22  | Didier de Radiguès  | Yamaha           | +1 ronde  | 38   |        |
| 23  | Alan Roethlisberger | Yamaha           | +2 ronden | 28   |        |
| DNF | Walter Villa        | Adriatica-Yamaha |           | 7    |        |
| DNF | Johnny Cecotto      | Bimota-Yamaha    |           | 3    |        |
| DNF | Pekka Nurmi         | Yamaha           |           | 15   |        |
| DNF | János Drapál        | Yamaha           |           | 14   |        |
| DNF | Roland Freymond     | Bimota-Yamaha    |           | 5    |        |
| DNF | Gustav Reiner       | Yamaha           |           | 21   |        |
| DNF | Thierry Espié       | Bimota-Yamaha    |           | 12   |        |
| DNF | Reinhold Roth       | Yamaha           |           | 25   |        |
| DNF | Chas Mortimer       | Yamaha           |           | 35   |        |
| DNF | Keith Huewen        | Yamaha           |           | 27   |        |
| DNF | Bohumil Staša       | Yamaha           |           | 33   |        |
| DNF | Tony Rogers         | Yamaha           |           | 39   |        |
| DNF | Edi Stöllinger      | Kawasaki         |           | 26   |        |
| DNF | Hervé Guillieux     | BUT              |           | 37   |        |
| DNF | Peter Balaz         | Yamaha           |           | 36   |        |
| DNQ | Josef Graser        | Yamaha           |           |      |        |
| DNQ | Jiri Mrkyvka        | Yamaha           |           |      |        |
| DNS | Patrick Fernandez   | Bimota-Yamaha    | Blessure  |      |        |
| DNS | Klaas Hernamdt      | Yamaha           | Vastloper | 16   |        |

### Top 10 WK-stand na deze race
| Pos | Coureur             | Motorfiets       | Ptn |
| --- | ------------------- | ---------------- | --- |
| 1   | Jon Ekerold         | Bimota-Yamaha    | 48  |
| 1   | Toni Mang           | Krauser-Kawasaki | 48  |
| 3   | Jean-François Baldé | Kawasaki         | 30  |
| 4   | Johnny Cecotto      | Bimota-Yamaha    | 27  |
| 5   | Eric Saul           | Bimota-Yamaha    | 24  |
| 6   | Jeffrey Sayle       | Yamaha           | 21  |
| 7   | Massimo Matteoni    | Bimota-Yamaha    | 19  |
| 8   | Walter Villa        | Adriatica-Yamaha | 16  |
| 8   | Jacques Cornu       | Yamaha           | 16  |
| 10  | Patrick Fernandez   | Bimota-Yamaha    | 12  |

## 250 cc
In de 250cc-race gingen Kork Ballington en Roland Freymond even aan de leiding, maar toen Toni Mang in de derde ronde voorbij kwam kon Ballington hem maar even volgen. De echte strijd ging om de derde plaats, tussen Jean-François Baldé, Roland Freymond en Guy Bertin, die voor het eerst op een 250cc-MBA reed. In de voorlaatste ronde viel Bertin uit, waardoor Baldé derde werd.

### Uitslag 250 cc
| Pos | Coureur                      | Merk             | Tijd     | Grid | Punten |
| --- | ---------------------------- | ---------------- | -------- | ---- | ------ |
| 1   | Toni Mang                    | Krauser-Kawasaki | 43'01"00 | 1    | 15     |
| 2   | Kork Ballington              | Kawasaki         | 43'20"57 | 2    | 12     |
| 3   | Jean-François Baldé          | Kawasaki         | 43'48"59 | 4    | 10     |
| 4   | Roland Freymond              | Ad Maiora        | 43'49"37 | 8    | 8      |
| 5   | Hans Müller                  | Yamaha           | 44'14"64 | 3    | 6      |
| 6   | Thierry Espié                | Bimota-Yamaha    | 44'15"02 | 10   | 5      |
| 7   | Edi Stöllinger               | Kawasaki         | 44'15"55 | 13   | 4      |
| 8   | André Gouin                  | Yamaha           | 44'16"02 | 18   | 3      |
| 9   | Walter Villa                 | Yamaha           | 44'16"52 | 17   | 2      |
| 10  | Jean-Louis Tournadre         | Yamaha           | 44'30"63 | 15   | 1      |
| 11  | Jean-Marc Toffolo            | Yamaha           | 44'31"19 | 6    |        |
| 12  | Chas Mortimer                | Cotton-Rotax     | 44'35"66 | 28   |        |
| 13  | René Delaby                  | Yamaha           | 44'40"03 | 22   |        |
| 14  | Siegfried Minich             | Yamaha           | 44'40"62 | 23   |        |
| 15  | Jean-Louis Guignabodet       | Kawasaki         | 44'41"70 | 27   |        |
| 16  | Alain Béraud                 | Yamaha           | 44'46"50 | 11   |        |
| 17  | Eero Hyvärinen               | Yamaha           | 45'09"26 | 24   |        |
| 18  | Stefan Klabacher             | Kawasaki         | 45'10"14 | 29   |        |
| 19  | Roland Kopf                  | Yamaha           | 45'11"03 | 34   |        |
| 20  | Tony Head                    | Yamaha           | 45'16"60 | 30   |        |
| 21  | Jean-Jacques Peyre           | Yamaha           | 45'18"21 | 31   |        |
| 22  | Klaas Hernamdt               | Yamaha           | 45'32"30 | 36   |        |
| 23  | Olivier Liegeois             | Yamaha           | 45'51"20 | 32   |        |
| 24  | Bruno Lüscher                | Yamaha           | 45'56"12 | 25   |        |
| 25  | Thierry Laurens              | Yamaha           | 46'04"81 | 37   |        |
| 26  | Guy Batesti                  | Yamaha           | 46'16"39 | 39   |        |
| 27  | Fernando González de Nicolás | Yamaha           | +1 ronde | 40   |        |
| DNF | Pierre Tocco                 | Yamaha           |          | 35   |        |
| DNF | Bernard Gatti                | Yamaha           |          | 33   |        |
| DNF | Reinhold Roth                | Yamaha           |          | 26   |        |
| DNF | Karl-Thomas Grässel          | Yamaha           |          | 21   |        |
| DNF | Guy Bertin                   | MBA              | accu     | 5    |        |
| DNF | Sauro Pazzaglia              | Ad Maiora        |          | 7    |        |
| DNF | Paolo Ferretti               | Yamaha           |          | 14   |        |
| DNF | Pekka Nurmi                  | Yamaha           |          | 12   |        |
| DNF | Eric Saul                    | Yamaha           |          | 16   |        |
| DNF | Wolfgang von Muralt          | Yamaha           |          | 38   |        |
| DNF | Carlos Lavado                | Yamaha           |          | 19   |        |
| DNF | Jacques Cornu                | Yamaha           |          | 9    |        |
| DNF | Bruno Kneubühler             | Yamaha           |          | 20   |        |
| DNQ | Didier de Radiguès           | Yamaha           |          |      |        |
| DNQ | Jacques Bolle                | Cotton-Rotax     |          |      |        |
| DNQ | Harald Bartol                | Yamaha           |          |      |        |
| DNQ | Luigi Rimoldi                | Yamaha           |          |      |        |
| DNQ | Sergio Ermidi                | Yamaha           |          |      |        |
| DNQ | Pavol Dekánek                | Yamaha           |          |      |        |
| DNQ | Armand Gras                  | Yamaha           |          |      |        |
| DNQ | Per-Edvard Carlsson          | Yamaha           |          |      |        |
| DNQ | Juiris Raudsik               | Yamaha           |          |      |        |
| DNQ | Lembit Teesalu               | Yamaha           |          |      |        |
| DNQ | Lajos Harsfai                | Yamaha           |          |      |        |
| DNQ | Károly Juhász                | Yamaha           |          |      |        |
| DNS | Patrick Fernandez            | Yamaha           | Blessure |      |        |

### Top 10 WK-stand na deze race
| Pos | Coureur                    | Motorfiets       | Ptn |
| --- | -------------------------- | ---------------- | --- |
| 1   | Toni Mang (wereldkampioen) | Krauser-Kawasaki | 118 |
| 2   | Kork Ballington            | Kawasaki         | 72  |
| 3   | Thierry Espié              | Bimota-Yamaha    | 53  |
| 4   | Jean-François Baldé        | Kawasaki         | 47  |
| 5   | Roland Freymond            | Ad Maiora        | 43  |
| 6   | Carlos Lavado              | Yamaha           | 29  |
| 7   | Giampaolo Marchetti        | Yamaha           | 28  |
| 8   | Eric Saul                  | Yamaha           | 24  |
| 9   | Jacques Cornu              | Yamaha           | 20  |
| 10  | Patrick Fernandez          | Yamaha           | 16  |
| 10  | Edi Stöllinger             | Yamaha           | 16  |
| 10  | Hans Müller                | Yamaha           | 16  |

## 125 cc
In de 125cc-klasse konden de Minarelli-rijders Loris Reggiani en Ángel Nieto nog een bedreiging vormen voor MBA-coureur Pier Paolo Bianchi. In de race viel Reggiani al vroeg uit, maar Guy Bertin, Nieto, Bianchi, Massimiani, Müller en Kneubühler vormden de kopgroep in de race. Zij wisselden regelmatig van positie, waardoor de spanning bleef, tot Nieto probeerde onder het rijden zijn carburateurafstelling aan te passen. Hij trok de carburateur uit het aanzuigrubber en moest de strijd staken. Op dat moment was Bianchi zeker van zijn wereldtitel. Hij stelde zich tevreden met de vijfde plaats. Guy Bertin, die in de 250cc-race al goed gereden had, was ondanks de hitte nog fit genoeg om te winnen. Massimiani, die een 500cc-motor gewend was, werd tweede en Hans Müller werd derde.

### Uitslag 125 cc
| Pos | Coureur                      | Merk       | Tijd      | Grid | Punten |
| --- | ---------------------------- | ---------- | --------- | ---- | ------ |
| 1   | Guy Bertin                   | Motobécane | 46'00"59  | 4    | 15     |
| 2   | Maurizio Massimiani          | Minarelli  | 46'00"65  | 3    | 12     |
| 3   | Hans Müller                  | MBA        | 46'07"20  | 2    | 10     |
| 4   | Bruno Kneubühler             | MBA        | 46'09"91  | 5    | 8      |
| 5   | Pier Paolo Bianchi           | MBA        | 46'36"12  | 6    | 6      |
| 6   | János Drapál                 | Morbidelli | 46'36"68  | 10   | 5      |
| 7   | Harald Bartol                | MBA        | 46'49"34  | 9    | 4      |
| 8   | Iván Palazzese               | MBA        | 47'05"59  | 8    | 3      |
| 9   | Rolf Blatter                 | MBA        | 47'15"05  | 17   | 2      |
| 10  | Stefan Dörflinger            | Morbidelli | 47'30"07  | 11   | 1      |
| 11  | Walter Koschine              | MBA        | 47'36"35  | 13   |        |
| 12  | Michel Galbit                | MBA        | 48'06"36  | 21   |        |
| 13  | Hans-Jürgen Hummel           | MBA        | 48'09"56  | 23   |        |
| 14  | Martin van Soest             | MBA        | 48'10"14  | 24   |        |
| 15  | Fernando González de Nicolás | MBA        | 48'45"86  | 32   |        |
| 16  | Alfred Waibel                | MBA        | 48'46"19  | 22   |        |
| 17  | Hagen Klein                  | Hess       | 48'53"16  | 18   |        |
| 18  | Chris Baert                  | MBA        | 48'54"22  | 35   |        |
| 19  | Johnny Wickström             | Morbidelli | 48'56"22  | 25   |        |
| 20  | Per- Edvard Carlsson         | MBA        | 48'59"60  | 29   |        |
| 21  | Stefan Janssen               | Morbidelli | 49'18"37  | 20   |        |
| 22  | Italo Zerbini                | MBA        | 49'22"41  | 34   |        |
| 23  | René Rénier                  | MBA        | 49'23"20  | 33   |        |
| 24  | Gerhard Waibel               | MBA        | 50'17"54  | 19   |        |
| 25  | Alojz Pavlic                 | MBA        | +1 ronde  | 37   |        |
| 26  | Zbynek Havdra                | MBA        | +1 ronde  | 36   |        |
| 27  | Wolfgang Glawaty             | Rora       | +1 ronde  | 39   |        |
| 28  | Paolo Santorini              | MBA        | +3 ronden | 38   |        |
| DNF | Peter Looijesteijn           | MBA        |           | 26   |        |
| DNF | Patrick Hérouard             | MBA        |           | 31   |        |
| DNF | Ángel Nieto                  | Minarelli  |           | 1    |        |
| DNF | Rino Zuliani                 | MBA        |           | 12   |        |
| DNF | August Auinger               | MBA        |           | 15   |        |
| DNF | Guillermo Perez              | MBA        |           | 30   |        |
| DNF | Peter Balaz                  | MBA        |           | 14   |        |
| DNF | Loris Reggiani               | Minarelli  |           | 7    |        |
| DNF | Jean-Claude Selini           | MBA        |           | 28   |        |
| DNF | Ernst Fagerer                | MBA        |           | 16   |        |
| DNF | Zdenêk Zidlik                | Morbidelli |           | 40   |        |
| DNF | Reiner Koster                | MBA        |           | 27   |        |
| DNQ | Jan Bäckström                | Morbidelli |           |      |        |
| DNQ | Bedrich Fendrich             | MBA        |           |      |        |

### Top 10 WK-stand na deze race
| Pos | Coureur                             | Motorfiets | Ptn |
| --- | ----------------------------------- | ---------- | --- |
| 1   | Pier Paolo Bianchi (wereldkampioen) | MBA        | 86  |
| 2   | Guy Bertin                          | Motobécane | 66  |
| 2   | Ángel Nieto                         | Minarelli  | 66  |
| 4   | Loris Reggiani                      | Minarelli  | 63  |
| 4   | Bruno Kneubühler                    | MBA        | 63  |
| 6   | Hans Müller                         | MBA        | 54  |
| 7   | Iván Palazzese                      | MBA        | 28  |
| 8   | Peter Looijesteijn                  | MBA        | 17  |
| 8   | Barry Smith                         | MBA        | 17  |
| 10  | Harald Bartol                       | MBA        | 15  |

## Zijspannen
Jock Taylor viel in de zijspanrace al in de eerste ronde uit door een vastloper, waardoor Rolf Biland de race van start tot finish kon leiden en de derde dagoverwinning voor het team van Krauser liet noteren. De echte strijd was achter hem te vinden, waar Egbert Streuer, Bruno Holzer en Werner Schwärzel om de tweede plaats vochten. Alain Michel was toen zijn slechte start nog aan het goedmaken. Toch wist Michel naar de tweede plaats door te stoten, voor Holzer. Egbert Streuer, die door de blessure van Johan van der Kaap weer met Boy Brouwer als bakkenist aantrad, wist zijn grootste concurrent Schwärzel voor te blijven.

### Uitslag zijspannen
| Pos | Coureur          | Bakkenist         | Merk               | Tijd      | Punten |
| --- | ---------------- | ----------------- | ------------------ | --------- | ------ |
| 1   | Rolf Biland      | Kurt Waltisperg   | Krauser-LCR-Yamaha | 43'31"99  | 15     |
| 2   | Alain Michel     | Michael Burkhardt | Seymaz-Yamaha      |           | 12     |
| 3   | Bruno Holzer     | Karl Meierhans    | LCR-Yamaha         |           | 10     |
| 4   | Egbert Streuer   | Boy Brouwer       | LCR-Yamaha         |           | 8      |
| 5   | Werner Schwärzel | Andreas Huber     | Krauser-LCR-Yamaha |           | 6      |
| 6   | Michel Vanneste  | Serge Vanneste    | Busch-Suzuki       |           | 5      |
| 7   | Trevor Ireson    | Clive Pollington  | Ireson-Yamaha      |           | 4      |
| 8   | Peter Campbell   | Richard Goodwin   | Yamaha             |           | 3      |
| 9   | George O'Dell    | Kenneth Williams  | Yamaha             |           | 2      |
| 10  | Masato Kumano    | Georg Buchner     | Kumano-Yamaha      |           | 1      |
| DNF | Jock Taylor      | Benga Johansson   | Windle-Yamaha      | Vastloper |        |

### Top 10 WK-stand na deze race
| Pos | Coureur                      | Bakkenist                         | Motorfiets                  | Ptn |
| --- | ---------------------------- | --------------------------------- | --------------------------- | --- |
| 1   | Jock Taylor (wereldkampioen) | Benga Johansson (wereldkampioen)  | Windle-Yamaha               | 79  |
| 2   | Rolf Biland                  | Kurt Waltisperg                   | Krauser-LCR-Yamaha          | 63  |
| 3   | Alain Michel                 | Paul Gérard en Michael Burkhardt  | Seymaz-Fath / Seymaz-Yamaha | 51  |
| 4   | Werner Schwärzel             | Andreas Huber                     | Krauser-LCR-Yamaha          | 46  |
| 5   | Egbert Streuer               | Johan van der Kaap en Boy Brouwer | LCR-Yamaha                  | 42  |
| 6   | Derek Jones                  | Brian Ayres                       | Ireson-Yamaha               | 35  |
| 7   | Bruno Holzer                 | Karl Meierhans                    | LCR-Yamaha                  | 31  |
| 8   | George O'Dell                | Kenneth Williams en Bill Boldison | Yamaha                      | 16  |
| 8   | Michel Vanneste              | Serge Vanneste                    | Busch-Suzuki                | 16  |
| 10  | Göte Brodin                  | Billy Gällros                     | Krauser-LCR-Yamaha          | 11  |
| 10  | Peter Campbell               | Dick Goodwin                      | Yamaha                      | 11  |

1928 · 1929 · 1950 · 1951 · 1952 · 1954 · 1955 · 1956 · 1957 · 1958 · 1959 · 1960 · 1961 · 1962 · 1963 · 1964 · 1965 · 1966 · 1967 · 1968 · 1969 · 1970 · 1971 · 1972 · 1973 · 1974 · 1975 · 1976 · 1977 · 1978 · 1979 · 1980 · 1981 · 1982 · 1983 · 1984 · 1985 · 1986 · 1987 · 1988 · 1989 · 1990 · 1991